# Provincia de Apure
La provincia de Apure fue una de las antiguas provincias de Venezuela, cuando dicho país aún poseía un régimen centralista. La provincia fue creada el 17 de julio de 1823 al ser separada de la de Barinas, con un territorio similar al del actual estado venezolano de Apure.

## Historia
El nombre de Apure proviene de un vocablo indígena cuyo significado no ha sido determinado y que fue dado al río que baña estas tierras. El territorio apureño fue escasamente explorado a partir del siglo XVI, pero su poblamiento sólo avanzó de manera decisiva a finales del siglo XVIII. En la época colonial formó parte de las provincias de La Grita, Mérida y Maracaibo.
La mayoría de las poblaciones apureñas se fundaron posteriormente al año 1760 (Guasdualito, Achaguas, Arichuna, Cunaviche, San Juan de Payara, San Rafael de Atamica, Mantecal, Banco Largo, Rincón Hondo, Cariben, Setenta, Apurito, Santa Lucía, Guachara, San Fernando de Apure, Guasimal entre otras). En 1786 fue creada la Provincia de Barinas con las tierras más orientales de Mérida y las tierras de la otra banda del Apure.
El 17 de julio de 1823 fue segregada de Barinas su parte austral para formar con ella la «Provincia de Apure», con capital en la población de Achaguas, por lo cual algunas veces era denominada «Provincia de Achaguas»; los límites entre ambas se determinó por las corrientes de los ríos Uribante y Apure. Por aquel entonces la conformaban los cantones de Achaguas, Guasdualito, Mantecal y San Fernando.
Luego de la disolución de la Gran Colombia el territorio venezolano fue subdividido en trece provincias, siendo una de ellas la de Apure.  El primer gobernador de la Provincia, el General José Cornelio Muñoz, delimitó la jurisdicción de la provincia a su cargo de la siguiente manera:

Los límites civiles de la provincia de Apure son por el naciente, el curso del Orinoco desde la desembocadura del Meta hasta la del Apure hasta donde desemboca el Uribante y después el curso de este río hasta la boca del río Burgua no distante del puerto de Teteo los que la separan de las provincias de Pamplona y Barinas; por el occidente confina con la Provincia de Pamplona por límites poco convencionales entre las fuentes del Uribante y Arauca, y con la Provincia de Casanare por el curso del Arauca hasta el Paso llamado del Viento desde donde se tira una línea imaginaria hacia el sur hasta encontrar el río Meta; por el sur desde el punto anterior el curso de dicho río Meta hasta su desembocadura en el río Orinoco separándola de llanuras desconocidas e inhabilitadas pertenecientes a la Nueva Granada.

En 1856 se trasladó la capital provincial desde Achaguas a San Fernando puesto que debido a una terrible plaga de paludismo que diezmó la población de los cantones de Achaguas, Mantecal y Guasdualito. En 1862 Apure y Barinas fueron unidos nuevamente para formar la Provincia de Zamora, con capital en Barinas, pero dos años más tarde Apure volvió a ser separado y elevado al rango de Estado. En 1881 Apure fue unido con Guayana para formar el Estado Bolívar, si bien en 1901 recobró su rango de estado y su capital fue establecida definitivamente en San Fernando.

## División territorial

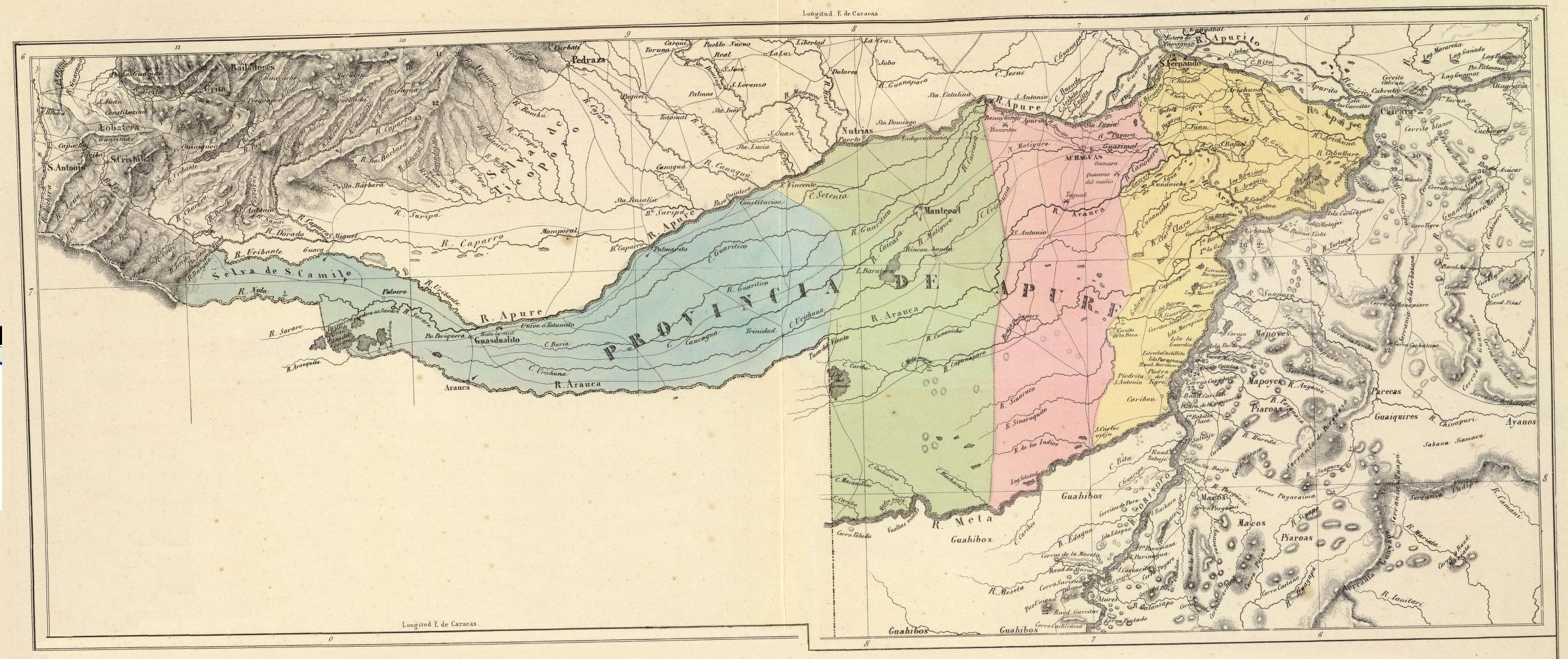
Provincia de Apure en 1840.

Desde 1825 hasta su extinción en 1864, la provincia de Apure estuvo dividida en los cantones de Achaguas, San Fernando, Mantecal, Guasdualito. Cada uno de ellos estaba conformado por parroquias de la siguiente manera:
- El Cantón San Fernando se componía de las parroquias civiles de San Fernando (cabecera), San Juan de Payara, Cunaviche, San Rafael de Atamaica, Arichuna y Cariben.

- El Cantón Achaguas se componía de las parroquias Achaguas (cabecera), Apurito, Banco Largo, Guachara, Santa Lucía y Guasimal.

- El Cantón Mantecal se componía de las parroquias Mantecal (cabecera), Rincón Hondo, San Vicente e Independencia.

- El Cantón Guasdualito compuesto de las parroquias Palmarito (cabecera), Constitución, Guasdualito, Unión, Trinidad y Amparo.